# سيباستيان فيرنانديز
سيباستيان برونو فيرنانديز ميغليرينا (بالإسبانية: Sebastián Bruno Fernández Miglierina) (مواليد 23 مايو 1985 في مونتيفيديو) لاعب كرة قدم أوروغواياني يلعب حاليا في نادي بانفيلد الأرجنتيني .

## روابط خارجية
- سيباستيان فيرنانديز على موقع الاتحاد الدولي (مؤرشف)  (الإنجليزية)
- سيباستيان فيرنانديز على موقع الاتحاد الأوربي (الإنجليزية)
- سيباستيان فيرنانديز على موقع قاعدة بيانات كرة القدم.إي يو (الإنجليزية)
- سيباستيان فيرنانديز على موقع ناشيونال فوتبول تيمز (الإنجليزية)
- سيباستيان فيرنانديز على موقع Soccerway.com (الإنجليزية)
- سيباستيان فيرنانديز على موقع عالم كرة القدم.نت (الإنجليزية)
- سيباستيان فيرنانديز على موقع AS.com (الإسبانية)